# Rhodeus ocellatus
Rhodeus ocellatus е вид лъчеперка от семейство Шаранови (Cyprinidae).

## Разпространение
Видът е разпространен в Провинции в КНР и Тайван. Внесен е в Китай, Русия, Узбекистан, Фиджи, Южна Корея и Япония.

## Описание
На дължина достигат до 6,5 cm.